# برزدن
برزدن (بالإنجليزية: Bearsden) هي مدينة في شرق دونبارتونشاير، اسكتلندا، على الجهة الشمالية الغربية من غلاسكو، ما يقرب من 6 ميل (10 كـم) من وسط مدينة غلاسكو، المدينة هي ضاحية، وتزامن تطويرها السكني مع إدخال خط سكة حديد عام 1863، سميت المدينة باسم محطة سكة حديد برزدن، والتي سميت على اسم منزل ريفي.
احتلت بيرسدن المرتبة السابعة بين أغنى منطقة في بريطانيا في استطلاع عام 2005، ولديها أقل مساكن اجتماعية من أي مدينة أخرى في اسكتلندا.
يمر الجدار الروماني عبر المدينة، في عام 1649 تم بناء أول كنيسة أبرشية جديدة في كيلباتريك، والتي أصبحت مركزًا لإدارة المنطقة. يعكس الاسم الغيلي الرسمي للمدينة («كنيسة باتريك الجديدة» Cille Phàdraig Ùr)، بحلول أوائل القرن العشرين، نمت المدينة بمنازل كبيرة، يشغلها في المقام الأول رجال الأعمال الأثرياء، أدى تطوير المزيد من المساكن ذات الأسعار المعقولة إلى زيادة عدد سكان المدينة إلى ما يقرب من 28000.

## التاريخ

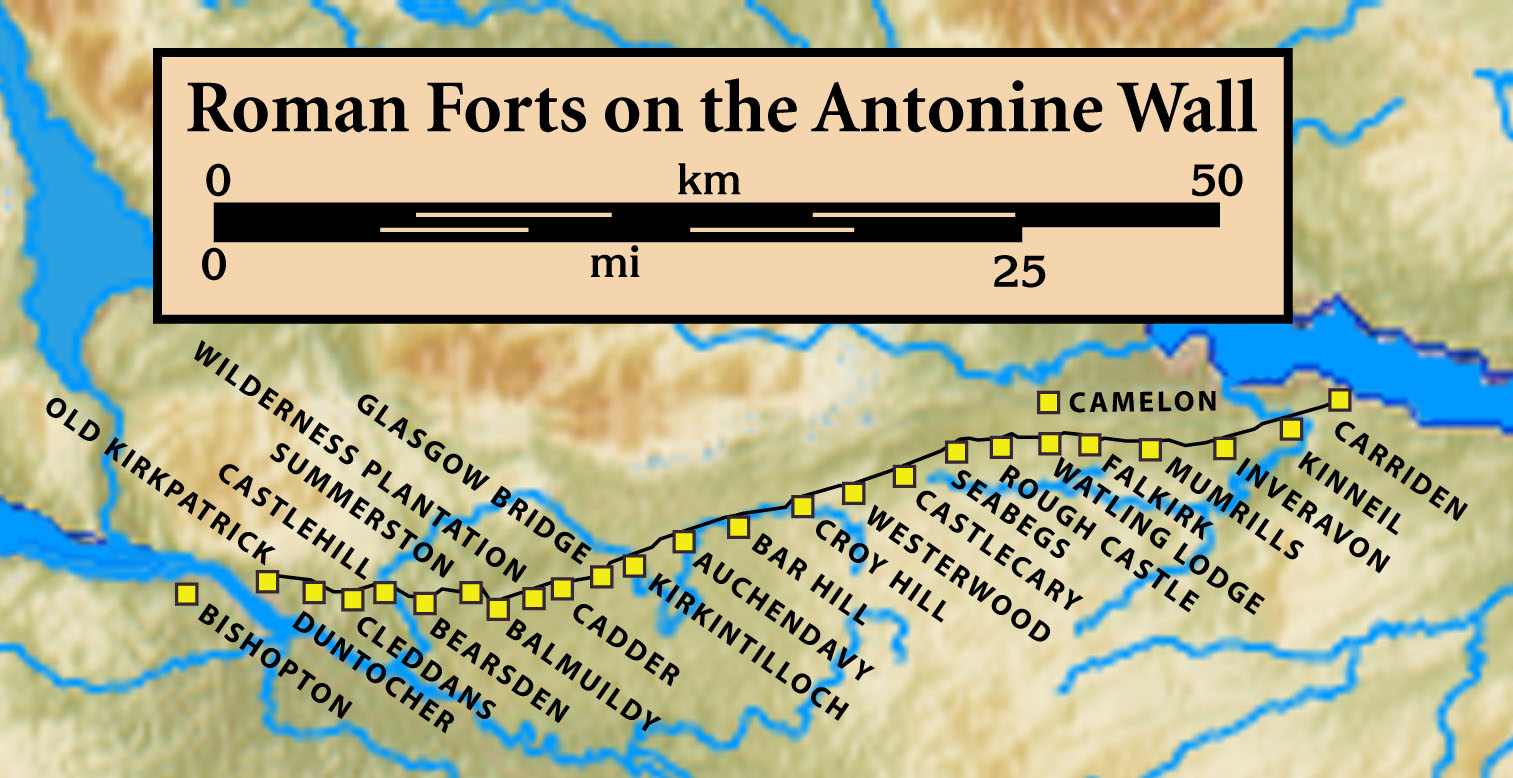
الحصن والحصون المرتبطة بالجدار الأنطوني من الغرب إلى الشرق

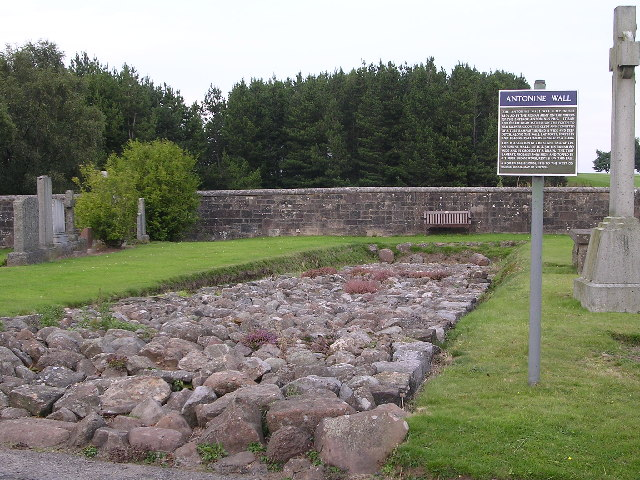
الأساس الحجري للجدار الأنطوني في مقبرة نيو كيلباتريك

### القديمة
كانت أول مستوطنة معروفة في موقع برزدن الحالي على 2.5 فدان (11,000 م2) الحصن الروماني في القرن الثاني الميلادي. بين 142 و 144 بعد الميلاد، في عهد الإمبراطور أنطونيوس بيوس، بنى الرومان حصنًا من الحجر والعشب، يسمى الجدار الأنطوني، بين خور كلايد وخور فورث، كما قاموا ببناء طريق عسكري، وهو طريق موازٍ إلى الجنوب من الجدار، تم وضع الحصن عند تقاطع الطريق العسكري والطريق الشمالي الجنوبي بين غلاسكو ولوخ لوموند. في عام 164 بعد الميلاد، بعد 20 عامًا فقط، انسحب الرومان إلى سور هادريان.
اليوم يوجد بقايا قليلة من الحصن، يوجد بالقرب من الحصن كان هناك حمام روماني، بني في حوالي 142-143 م، تم اكتشاف بقايا الحمام من قبل بناة حفروا أساسات لتطوير الإسكان في عام 1973. تم التبرع بالموقع للحكومة، واليوم تقع البقايا في حالة جيدة، 150 متر (490 قدم) في وسط المدينة. يمكن رؤية امتدادين آخرين من القاعدة الحجرية لجدار أنطوني في مقبرة نيو كيلباتريك على طريق بوكلير.

### الحديثة
قبل عام 1649 كانت المنطقة جزءًا من أبرشية، كانت على شكل جزئين، جزء الأول كان يسمى الغرب، أو كيلباتريك القديم، وغطى دمبارتون ومناطق غرب دونبارتونشاير، اما الثاني تم تسمية بالشرق أو كيلباتريك الحديثة، والذي يغطي مساحة أكبر بكثير من برزدن، تم بناء الكنيسة الحالية الموجودة فيها عام 1807.
في عام 1863 تم افتتاح سكة حديد غلاسكو وميلنجافي، مع محطة بالقرب من نيو كيرك تسمى برزدن، سرعان ما تم اعتماد هذا الأسم للمجتمع. أدى افتتاح السكة الحديد إلى تطور كبير في المدينة، حيث تم بناء العديد من المنازل الفيكتورية الكبيرة في ما يعرف الآن باسم (برزدن القديمة). 

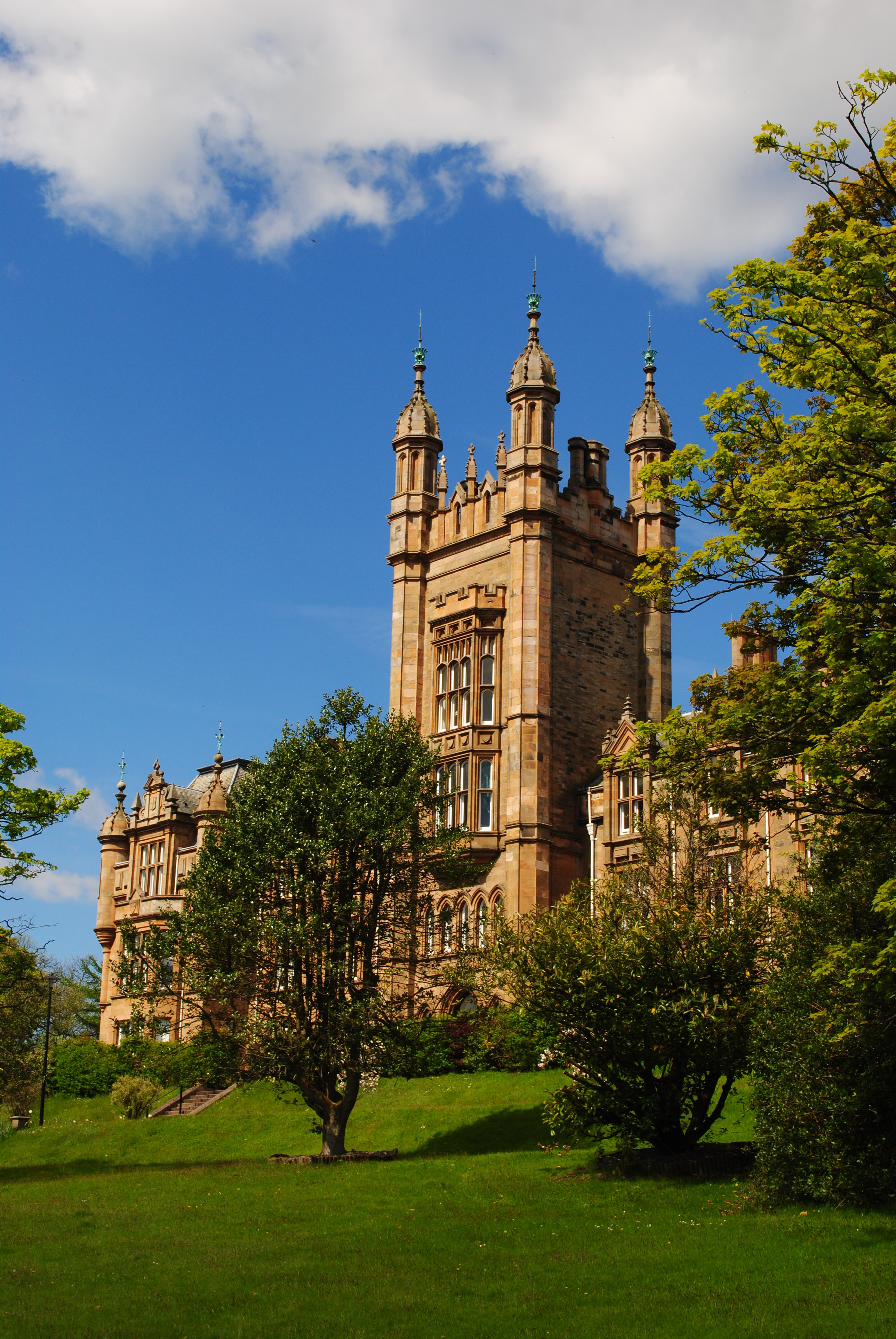
منزل شاو ، بيرزدن، بني عام 1895

تم بناء منتجع بوكانان ريتريت عام 1890 من قبل أخوات بوكانان في بيلفيلد، بالقرب من كيلمارنوك، في أيرشاير. تم الاستيلاء عليها من قبل بيرسدن بيرغ في عام 1962، والمعروفة باسم منزل بوكلير، تم استخدامه مؤخرًا من قبل مجلس شرق دنبارتونشاير، وقد تم طرحه في المزاد في عام 2012 بعد تغيرات المجلس لخفض التكاليف وإعادة توزيع الموظفين.  في عام 2016، تم افتتاح المبنى باسم فندق منزل بوكلير، وهو فندق وقاعة زفاف ومطعم،  والذي فاز منذ ذلك الحين بالعديد من الجوائز. تم بناء منزل شاو (في الصورة) في عام 1895 من قبل الآنسة مارجوري شانكس شو تخليداً لذكرى شقيقها وتم إهدائه إلى مستشفى غلاسكو الملكي، تم تقسيم المبنى الآن إلى شقق سكنية خاصة.
في عام 1906 تم بناء العديد من المباني بواسطة ماثيو هندرسون، تم بناء ضاحية حديقة ويسترتون حوالي عام 1913 وهي الآن منطقة محمية بالقرب من محطة ويسترتون. بالقرب من هذا الموقع يوجد مستشفى كانيسبورن السابق، والذي يضم العديد من المباني على طراز الفن الزخرفيحيث تم إجراء جراحة تجميلية رائدة، ولا سيما على الصبي ديفيد الذي ظهر في العديد من البرامج التلفزيونية وتم تبنيه من قبل أحد الأطباء هناك. تم تطوير موقع المستشفى الآن إلى شقق، واصلت المدينة بالتوسع في القرن العشرين حيث بنى السكان منازل كبيرة مصممة بشكل مستقل وعقارات من طابق واحد وأنواع أخرى من المنازل، عدد قليل من المواقع التي متروكه لحد الآن. 
في عام 1958 أصبحت برزدن بيرغ. ثم في عام 1975 أصبحت جزءًا من مجلس مقاطعة برزدن وميلنغافي، في عام 1996 كانت أكبر المدن الخمس الرئيسية في مجلس شرق دونبارتونشاير.

## أسماء المواقع الجغرافية
عُرفت برزدن لأول مرة باسم «كركتون» أو قرية «نيو كيلباتريك»، لا يوجد دليل على أن القرية نفسها كانت تسمى «نيو كيلباتريك» من قبل السكان المحليين (بحلول منتصف القرن التاسع عشر أصبحت المنازل القريبة من الكنيسة تسمى نيو كيرك).  ومع ذلك، يظهر الاسم فوق القرية على الخرائط القديمة (انظر الصورة أدناه) والاسم الغيلي الرسمي للبلدة هو (Cille Phàdraig Ùr) تستخدم سجلات اللغة الاسكتلندية لبرلمان اسكتلنداقبل قانونا الاتحاد 1707 أسماء إيستر كيركباتريك وإيستر كيلباتريك للرعية (Easter Kirkpatrick and Eister Kilpatrick for the parish). 
نشأ الاسم الحالي للمدينة من محطة السكك الحديدية التي بنيت عام 1863، سميت المحطة على اسم منزل قريب من موقع المحطة (لتجنب الخلط مع محطة كيلباتريك القديمة )، ولكن تم تسجيلها كاسم للمنطقة المجاورة قبل ذلك الوقت. قد يكون المعنى الكامن وراء اسم (برزدن "Bearsden") واحداً مما يلي:
- اسم مستعار يطلق على منطقة مانس بيورن بواسطة وريث غارسكوبي
- يتعلق بالشعير الذي نما في الوديان
- يمكن أن تكون مرتبطة بالغيلية، بمعنى «ترسيخ الحصن»
- التفسير الأكثر شيوعًا هي الرواية التي تقول «أن أبناء المدينة احتفظوا ذات مرة بدب أليف في كهف» لكن لا يوجد دليل يدعم ذلك.

على حد تعبير جيمس مكارديل، فإن المسار الأكثر حكمة هو الاعتراف بصراحة بأن اشتقاق [اسم بيرسدن] غير معروف . 

## الشعارات
- كامبل سوكوث (غارسكوبي)
- كولكوهون من غارسكادن وكيرمونت [20]
- بيت لينوكس

منح ملك النبالة لورد ليون شعار النبالة لبرج برزدن في 29 يونيو 1959. منذ عام 1975 تم دمج التفاصيل من قبل الهيئات الإدارية المحلية اللاحقة، تتميز الأسلحة بالتفاصيل التالية: 
- يُظهر التاج الجداري أن هذه الأسلحة تنتمي إلى شرطة بلدية في اسكتلندا.
- الحقل (أو خلفية الدرع) ذهبي اللون مأخوذ من أذرع عشيرة كامبل سوكوث (عقار غارسكوبي)، تم تعديل الشريط المائل الأسود المنقوش والإبزيم من ذراعي كامبل كولكوهونس؛ تمثل العقارات الثلاث التي تم بناء جزء كبير من برزدن عليها الآن.
- الوردة مأخوذة من ذراعي لينوكس، التي تمثل دانبارتونشاير.
- الجزء السفلي هو مثال على أسلحة كانتنج - إنه يمثل اسم المدينة على أنه ريبوس، مع دب ينظر على ما يبدو إلى عرين، بينما مكمّم بأسلوب شعارات النبالة التقليدي.
- الشعار الاسكتلندي على شعار النبالة في برزدن هو "Bear the Gree" (وهي عبارة تكررت كثيرًا في الأدب الإسكتلندي منذ حوالي عام 1420) تعني «الاحتفاظ بالمركز الأول أو الفوز به».[22]

## التعليم
توجد مدرستان ثانويتان في المدينة، أكاديمية بيرسدن وأكاديمية بوكلير، وكلتاهما تقدم أداءً أكاديميًا «أعلى بكثير من المتوسط».  يتم تغذية هذه المدارس من قبل ثماني مدارس ابتدائية داخل المدينة (تقع المدرسة الابتدائية الرابعة لأكاديمية بوكلير خارج برزدن في تورانس) وعدد صغير من الطلبات المقدمة من مناطق أخرى. يوجد في المدرسة الثانوية في غلاسكو قسم للمدرسة الابتدائية في المدينة - وهذا نتيجة للاندماج بين المدرسة ومدرسة دروستينتون هوم السابقة، التي تأسست عام 1922. 
| مدرسة إبتدائية                 | يغذي            | حي                 |
| ------------------------------ | --------------- | ------------------ |
| مدرسة ويسترتون الابتدائية      | أكاديمية بوكلير | ويستيرتون          |
| مدرسة كيليرمونت الابتدائية     | أكاديمية بوكلير | كيليرمونت          |
| مدرسة كولكوهون بارك الابتدائية | أكاديمية بوكلير | ويستيرتون          |
| مدرسة بلجفري الابتدائية        | أكاديمية بيرسدن | بالجفري            |
| مدرسة بيرسدين الابتدائية       | أكاديمية بيرسدن | وسط المدينة / كروس |
| مدرسة كاسلهيل الابتدائية       | أكاديمية بيرسدن | كاسلهيل            |
| مدرسة موسهيد الابتدائية        | أكاديمية بيرسدن | رأس الطحلب         |
| مدرسة سانت نيكولاس الابتدائية  | أكاديمية بيرسدن | وسط المدينة / كروس |

## الديموغرافيا

توسعة بلدة بيرسدين كما هو موضح من خلال خرائط المنطقة منذ عام 1832.

برزدن هي في الأساس ضاحية من ضواحي الطبقة المتوسطة، وفقًا لتعداد عام 2001 في اسكتلندا، تضم المنطقة 10417 أسرة، ويبلغ إجمالي عدد سكانها 27967، ويمثل هذا زيادة بنسبة 0.6٪ (أو 161 شخصًا) منذ عام 1991، عندما بلغ عدد السكان 27806 نسمة (يوجد في المتوسط 2.64 فردًا لكل أسرة) من بين هؤلاء، تم تقدير رقم سكاني مماثل في عام 2010 كان (27551).  73٪ من السكان العاملين الذين شملهم الاستطلاع يسافرون للعمل بالسيارة، و 16٪ بالقطار أو الحافلة، و 5٪ بوسائل أخرى، و 6٪ يعملون بشكل أساسي في المنزل. تقع العديد من منازل الأغلى غرب اسكتلندا في (برزدن القديمة) التي المرتبة السابعة في قائمة أغنى المنازل في المملكة المتحدة من خلال دراسة استقصائية أجريت عام 2005،  مع ما يقدر بنحو 176 مليونيرًا يعيشون هناك.  
الصورة عبارة عن ملخص لخرائط المنطقة منذ عام 1832، حيث تدل على نمو المدينة إلى مداها الحالي من عدد كبير من المساكن المنفصلة إلى مستوطنة كبيرة تمتد من منطقة نيو كيرك. يميل الحجم النسبي للمنازل (والثراء المقابل للأسر) إلى الزيادة مع تقدم العمر، لكن هذه ليست قاعدة صارمة. 

## الإدارة

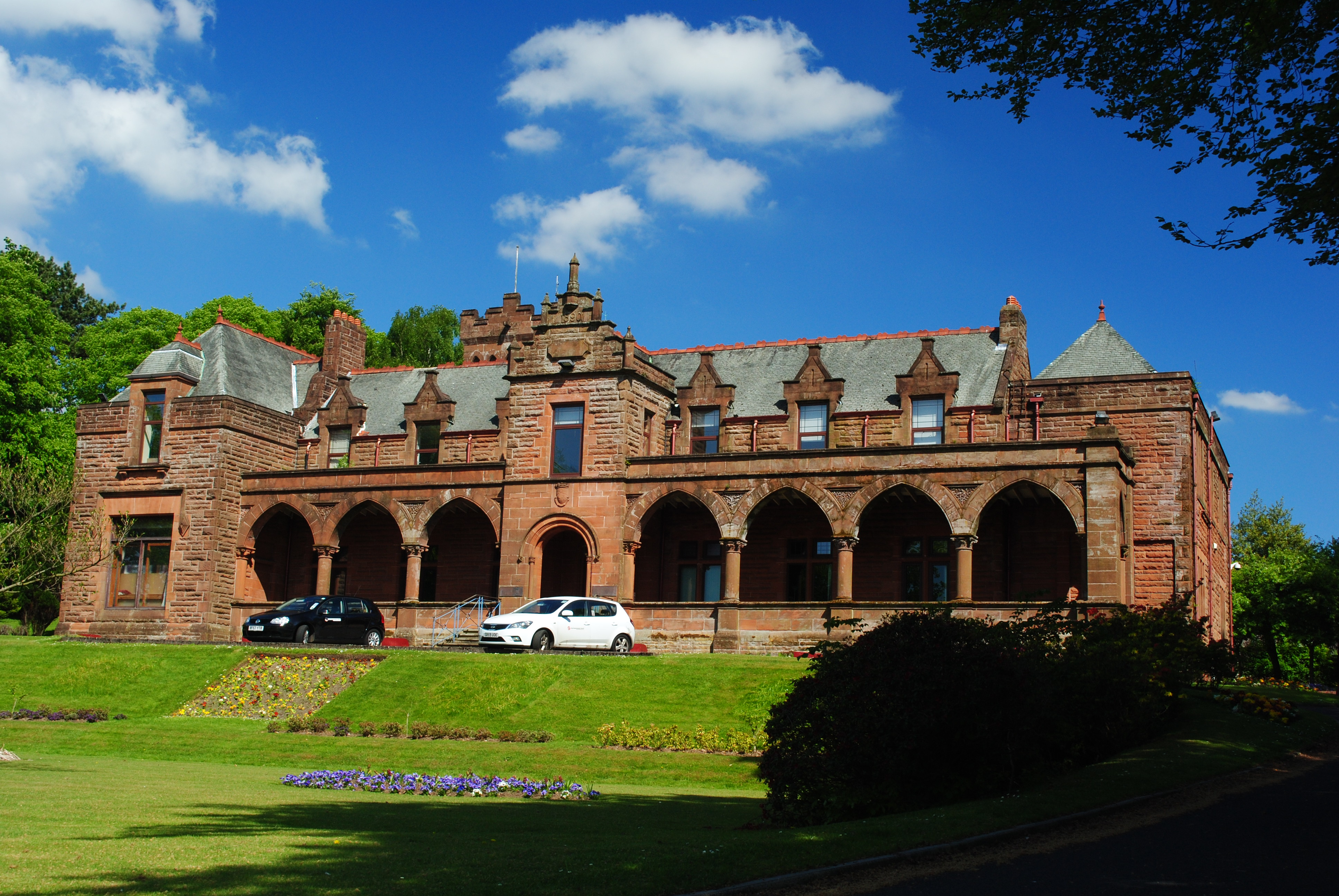
بوكلير هاوس ، بوكانان ريتريت سابقًا ، برزدن ، بني عام 1890. تم استخدامه من قبل إدارة التعليم في مجلس شرق دونبارتونشاير حتى عام 2012 ، وهو الآن فندق به مساكن في الخلف.

تقسم الدوائر الانتخابية في مجلس شرق دنبارتونشاير إلى قسمين:
برزدن الشمالية:
هي جزء من دائرة كلايدبانك وميلنجافي في البرلمان الاسكتلندي
برزدن الجنوبية:
هي جزء من دائرة ستراثكيلفين وبرزدن في البرلمان الإسكتلندي.
تشكل كلتا الدائرتين جزءًا من القائمة الإقليمية لغرب اسكتلندا في البرلمان الإسكتلندي. وأيضًا جزء من دائرة دونبارتونشير الشرقية في برلمان المملكة المتحدة في وستمنستر.

## روابط النقل

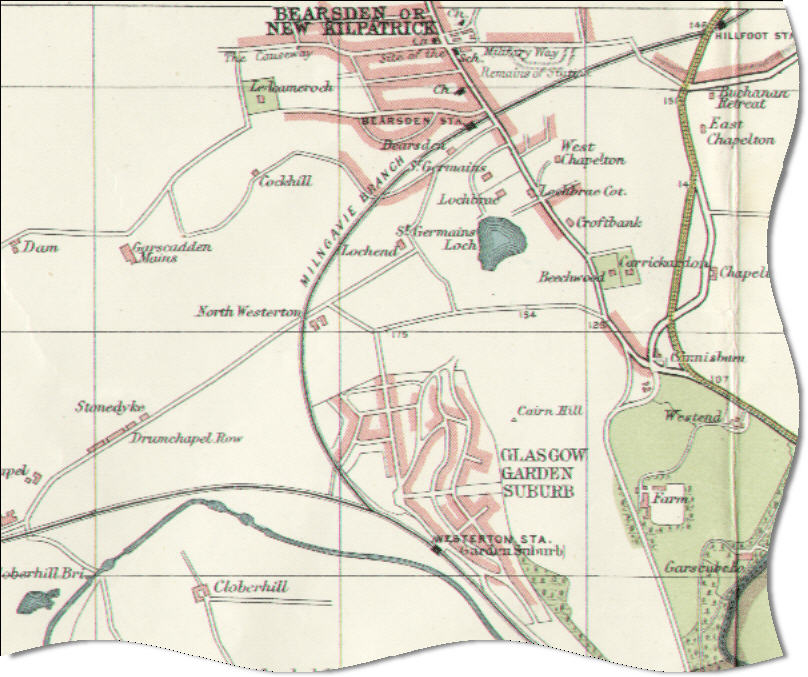
خريطة بيرسدن عام 1923

يمكن الوصول إلى برزدن عن طريق السكك الحديدية من محطات برزدن أو ويسترتون أو هيلفوت.
يمكن الوصول إليها أيضًا عن طريق البر، وهذه الطرق الرئيسية:
| طريق | نقطة البداية  | نقطة النهاية     | الأسماء الشائعة              |
| ---- | ------------- | ---------------- | ---------------------------- |
| A739 | كانيسبورن تول | كريغتون ، غلاسكو | طريق برزدن، طريق العودة      |
| A809 | كانيسبورن تول | دريمين           | طريق دريمن، طريق ستوكيموير   |
| A808 | برزدن كروس    | كيركنتيلوش       | الطريق الروماني، طريق بوكلير |
| A81  | مركز غلاسكو   | كالاندر          | طريق ميلنجافي، طريق مارهيل   |

## الأحياء

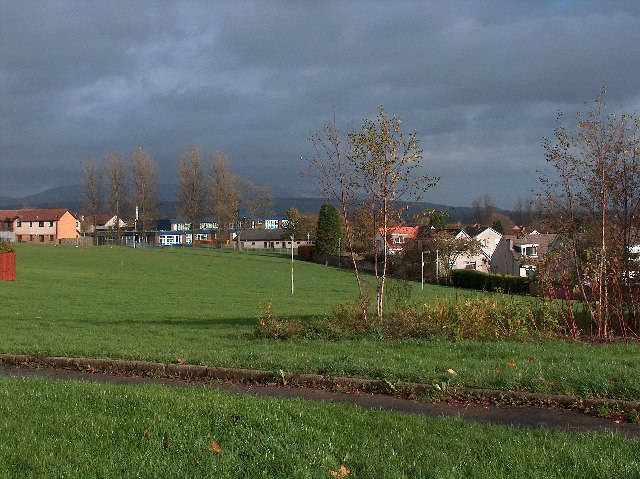
مدرسة بلجفري الابتدائية

الأحياء فيها، مثل تلك الموجودة في العديد من المدن الأخرى، ليس لها حدود واضحة، يمكن وصف الأحياء على النحو التالي:
- تقع وسط المدينة (المعروفه باسم برزدن كروس) عند تقاطع الطريقين A809 (طريق دريمن) و A808 (الطريق الروماني). كانت تُعرف سابقًا باسم نيو كيرك، كما يتضح من البطاقات البريدية من أوائل القرن العشرين. [15] هناك عدد من المحلات التجارية في المنطقة، والتي تمثل معظم قطاعات البيع بالتجزئة، بما في ذلك سوبر ماركت صغير.[31] توجد أربعة كنائس (كنيسة برزدن كروس، وكنيسة جميع القديسين الأسقفية، وكنيسة نيو كيلباتريك باريش [32] وكنيسة سانت أندرو الرومانية الكاثوليكية [33]) ومدرسة ابتدائية[34] وقاعة برزدن بيرغ ومكتبة بروكوود العامة، يقع نادي برزدن للتزلج والحمام الروماني .
- برزدن القديمة (Old Bearsden) تقع المنطقة في وسط / غرب برزدن والتي تعد من أكثر المناطق السكنية المرغوبة في البلاد مع فيلات كبيرة من الحجر الرملي. في عام 1855 وضع جون كامبل كولكوهون (مدير شركة Glasgow & Milngavie Junction للسكك الحديدية) خططًا لبناء المنازل بالقرب من محطة برزدن، حيث كان طريق ليدكاميروخ والهلال جزءًا من هذه الخطة، لكن الباقي لم يكتمل أبدًا على النحو المنشود.[35]
- تقع ويسترتون في الجنوب الغربي من المدينة، ولا سيما منطقة الحفظ لمباني العشرينيات والمحلات التجارية والمكتبة والكنيسة حول شارع ماكسويل، لديها محطة قطار خاصة بها، محطة سكة حديد ومدرسة ابتدائية (مدرسة ويسترتون الابتدائية).
- تقع كل من كاسلهيل / كورتهيل وبالجفري في الشمال الغربي من المدينة، وتتألف بشكل أساسي من التطورات التي حدثت بعد عام 1970. يعود اسم كاسلهيل إلى وجود حصن روماني على طول خط الجدار الأنطوني. [9] تم بناء بالجفري الحديثة على مرحلتين؛ تبع المناطق السكنية والمدارس ومنطقة التسوق في جنوب بالجفري في أوائل السبعينيات في الثمانينيات من القرن الماضي المزيد من المساكن شمال بالجفري - حيث تم تقسيم المنطقتين بواسطة طريق بلجفري، حيث يوجد في بالجفري مدرسة ابتدائية منذ عام 1974، ويمثل شعارها عجلة منجم، مما يعكس تاريخ تعدين الفحم في المنطقة حتى إغلاق العمل في عام 1910.[36] [37]
- تقع موسهيد في شمال المدينة، ولها حدود مع ميلنغافي.
- يقع هيلفوت إلى الشرق من وسط المدينة، وكان في يوم من الأيام منزلًا كبيرًا، تم هدمه وبُنيت عليه في النصف الأول من القرن العشرين.
- تتضمن كيسينغتون وكيليرمونت ما تبقى من شرق برزدن، وهو خط فاصل تقريبي بين الاثنين من قاعة كيسيتنغتون إلى أكاديمية بوكلير.
- تظهر تشابلتون في بعض أقدم خرائط المنطقة. في الأصل مجرد عدد قليل من المنازل على طريق دريمن جنوب وسط المدينة، تغطي المنطقة الآن المنطقة الواقعة بين طريق ميلنجافي وطريق دريمن والطريق الروماني.
- إلى الجنوب والغرب من تشابلتون توجد كانيسبورن ، التي كانت في السابق موقعًا للحدادة، تم هدم مستشفى كانيسبورن جزئيًا بعد إغلاقه في عام 2001 وتوجد الآن المساكن المتميزة فقط.[38] [39]

## المشاهير

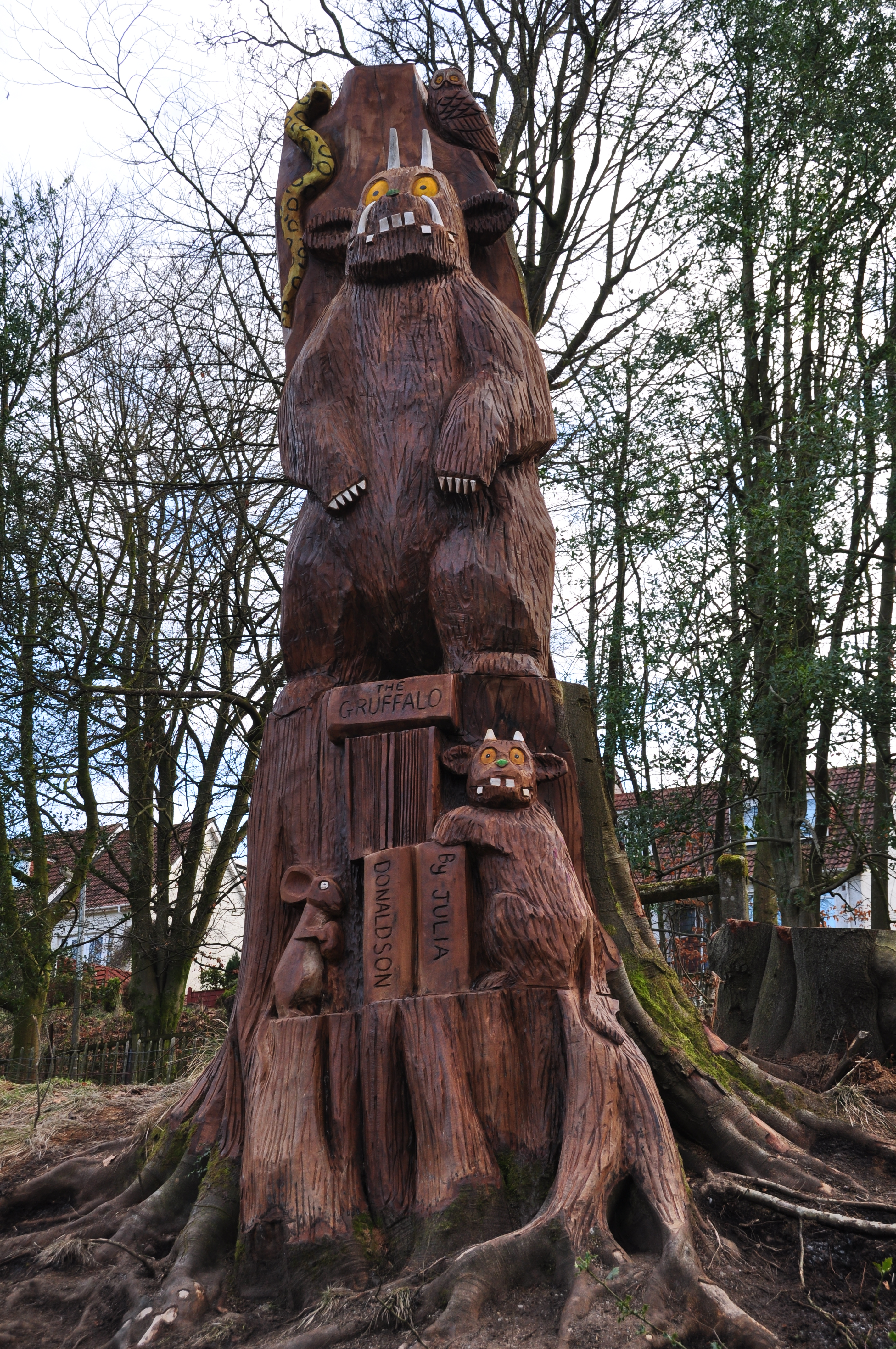
منحوتة غروفالو ، كيلمارديني بحيرة ، بيرسدن

### الأوساط الأكاديمية والفنون
- ميا آلان، صحفي وروائي وكاتب سير [40]
- عاشت جوليا دونالدسون، مؤلفة كتاب غروفالو وكتب أطفال أخرى، في المدينة.[41]
- جيسي كينغ، رسامة اسكتلندية وعضو في فتيات غلاسكو، ولدت في نيو كيلباتريك مانسي كابنة الوزير [9]
- اشتهرت الفنانة البريطانية جوان إاردلي برسمها لأطفال الشوارع في غلاسكو ومناظرها الطبيعية لقرية صيد الأسماك كاترلاين والمناطق المحيطة بها على الساحل الشمالي الشرقي لاسكتلندا.[42]
- كان إدوين مورجان، الحائز على جائزة اسكتلندي ماكار، وهو شاعر، مقيمًا في برزدن لسنوات عديدة، [43] وذكر المدينة في بعض أعماله (مثل السونيت «الكربوني») [44]
- ديفيد ثوليس، الحائز على جائزة نوبل في الفيزياء لعام 2016 [45] [46]
- البروفيسور روبرت ويلسون درون، جيولوجي وخبير مناجم الفحم في يوتيكا في ثورن درايف في بيرسدن [47]

### الأعمال الخيرية والتجارة والسياسة
- بارون ماكفارلين من برزدن، رجل صناعي اسكتلندي وعضو محافظ في مجلس اللوردات [48]
- أليك جيه سبالدينج (9 أغسطس 1923 - 2 أكتوبر 2007)، القائد الكشفي لمجموعة كشاف غلاسكو (برزدن) الرابعة والعشرين لأكثر من 50 عامًا، حاصل على جائزة الذئب الفضي [49]

### الرياضة
- أليكس ماكليش، مدافع سابق لأبردين، مدرب سابق لفريق رينجرز والمدير السابق لمنتخب اسكتلندا الوطني لكرة القدم [50]
- آلان ماكمانوس، لاعب سنوكر [51]
- مارك ماكوين، صاحب الرقم القياسي في رفع الأثقال.[52] مارك هو بطل اسكتلندي وبريطاني وأوروبي وعالمي في رفع الأثقال.
- ديفيد مويس، مدير وست هام والمدير السابق لنادي إيفرتون ومانشستر يونايتد وسندرلاند وريال سوسيداد.[53]
- كانت كاثرين غرينجر، الحائزة على الميدالية الذهبية الأولمبية وأنجح مجدفة بريطانية، هي كابتن البنات في أكاديمية برزدن.

### الترفيه والصحافة
- إدوين كولينز (موسيقي / عضو سابق في اورنج جوز) [54]
- تومي كونينغهام، عازف
- داريوس، مغني البوب [55]
- مارك إيستون، صحفي [56]
- أليكس كابرانوس، مطرب مع فرقة غلاسويجي فرانز فرديناند [57]
- مولتري كيلسال، ممثل (مواليد 1901، توفى 1980) [58]
- مارك نوفلر، الرجل الأول والمؤسس المشارك لـ داير سترايتس، بمدرسة برزدن الابتدائية لمدة عامين قبل أن تنتقل عائلته إلى إنجلترا.[59]
- جوني ماكلون، عضو مؤسس وعازف جيتار وكاتب أغاني لتكساس، فرقة بلوز / روك [60]
- آلان ماكنوتان، ممثل (مواليد 1920، ت 2002) [61]
- عصمة مير، مذيعة إذاعية [62]
- مويرا شيرر، راقصة، ممثلة (الحذاء الأحمر، حكايات هوفمان، إلخ.) وزوجة لودوفيك كينيدي تلقت تعليمها في أكاديمية برزدن [63]

## أنشطة ترفيهية

### كرة القدم
تم إنشاء نادي برزدن للهواة لكرة القدم في عام 1890 وتم اختيار مؤسسيه بشكل أساسي، كانت أرضهم الأولى في طريق دريمن ، وهو الآن موقع القاعة العامة وكنيسة جميع القديسين وعندما أعيد تطوير الأرض انتقل النادي إلى طريق المحطة حيث لعبوا حتى تم حل النادي عند اندلاع الحرب في عام 1914، وفي عام 1919 تم إعادة النادي ولعب لأول مرة على أرضه الحالية في ثورن بارك ، فاز النادي بكأس الهواة الاسكتلندي في 1961-1962 ، بفوزه على بينكيتلاند 1-0 في هامبدن بارك. يشاركون حاليًا في دوري كرة القدم للهواة في كالدونيان ومسابقات أخرى.ويسترتون يونايتد (1997 ) ونادي بالجفري (2002)، هما أحدث أندية كرة القدم الجديدة في برزدن.

### الغولف

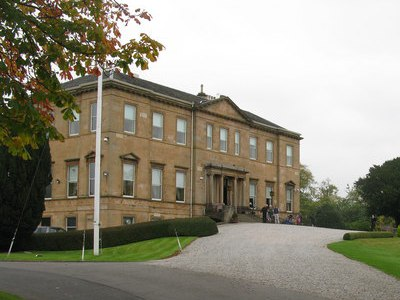
منزل النادي على الطراز النيوكلاسيكي الجورجي في نادي غلاسكو للغولف ، تم بناؤه عام 1805.

يعد نادي غلاسكو للجولف أحد أقدم نوادي الجولف في العالم ، وقد تأسس عام 1787. وفي عام 1904 نقل النادي مقره إلى كيلرمونت هاوس والعقار المحيط به ، والذي تم بناؤه عام 1805 لعائلة كامبل كولكوهون . 
يقع نادي برزدن غولف ، إلى الشرق من وسط المدينة ، ويضم ملعبًا من تسعة حفر ، مع سبعة أنواع خضراء بديلة ، مما يتيح لعب جولة كاملة. لم يتغير تصميمها بشكل ملحوظ منذ تأسيسها عام 1891.
نادي دوغلاس بارك للجولف ، هيلفوت ، لديه مسار كامل ويمكن أن يعود تاريخه إلى عام 1897، على الرغم من أن التصميم الحالي يعود إلى عام 1972. 
نادي وينديهيل للغولف (تأسس عام 1908)، غرب بالجفري ، لديه ملعب من 18 حفرة وضعها جيمس برايد. 

### التزحلق
تم تشكيل نادي برزدن للتزلج في عام 1964 من قبل مجموعة صغيرة من المتحمسين. يبلغ عدد أعضاء النادي حوالي 1200 من المتزلجين. تشمل مرافق النادي منحدر جبال الألب الرئيسي ومنحدرًا حرًا وناديًا ، يوفر مجموعة واسعة من الأنشطة مثل التزلج الريفي على الثلج.

### الشطرنج
لدى برزدن نادي شطرنج تنافسي ، حيث فاز فريق واحد من النادي بدوري غلاسكو دوري الدرجة الأولى في عام 2010.